# Regió de Sofia
Sofia —en malgaix Faritra Sofia— és una de les vint-i-dues regions de Madagascar, que porta el nom del riu homònim que la travessa. Es troba al nord-oest de l'illa, entre la conca nord-occidental i les terres altes del nord, a la província de Mahajanga i la seva capital administrativa és Antsohihy. Té una superfície de 50.100 km², amb una població censada de 1.280.847 habitants el 2014.

## Divisió administrativa
La regió està formada per set districtes i 108 kaominines (comunes o municipis):
- Districte d'Analalava (13 kaominina)
- Districte d'Antsohihy (12 kaominina)
- Districte de Bealanana (13 kaominina)
- Districte de Befandriana Avaratra (12 kaominina)
- Districte de Boriziny (15 kaominina)
- Districte de Mampikony (10 kaominina)
- Districte de Mandritsara (28 comunes)